# 博讷 (夏朗德省)
博讷（法語：Bonnes，法語發音：[bɔn]）是法国夏朗德省的一个市镇，属于昂古莱姆区。

## 地理
博讷（45°14'24"N, 0°8'59"E）面积14.76 平方千米，位于法国新阿基坦大区夏朗德省，该省份为法国西部内陆省份，北起德塞夫勒省和维埃纳省，东临上维埃纳省，东南至多尔多涅省，南至多爾多涅省，西接滨海夏朗德省。
与博讷接壤的市镇（或旧市镇、城区）包括：德罗讷河畔欧布泰尔、莱塞萨尔、圣罗曼、圣欧莱-皮芒古、佩里戈尔地区圣普里瓦、圣安托万-屈蒙、圣普里瓦德普雷。

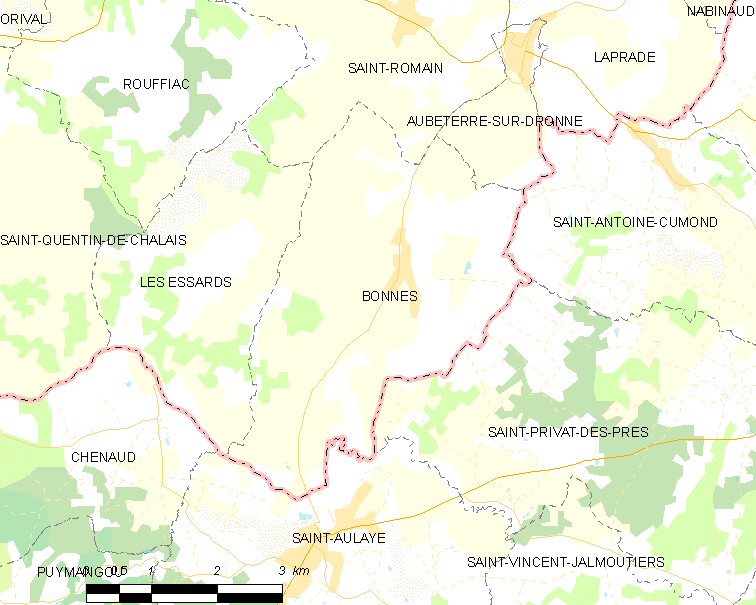
的OSM定位图

博讷的时区为UTC+01:00、UTC+02:00（夏令时）。

## 行政
博讷的邮政编码为16390，INSEE市镇编码为16049。

## 政治
博讷所属的省级选区为蒂德-拉瓦莱特县。

## 人口

1962-2008年间人口变化图示

博讷于2022年1月1日时的人口数量为360人。